# أنا وأخواتي
أنا وأخواتي (باليابانية: ツヨシしっかりしなさい) هو مسلسل أنمي ياباني عرض لأول مره في 4 أكتوبر 1992 واستمر عرضه حتى 25 ديسمبر 1994 وتم دبلجة المسلسل للغة العربية بواسطة مركز الزهرة.

## القصة
تدور القصة حول تسويوشي ايكاوا الذي يعيش في منزل مع شقيقتيه وأمه، ذات يوم يضطر والده للأنتقال بسبب عمله فيذهب تسويوشي لتوديع والده وعندما عاد وجد انه قد أصبح مدبرة المنزل بتصويت غير عادل من شقيقاته فيحاول قدر الأمكان التأقلم مع الوضع ولكن شقيقاته يزعجونه بسبب طلباتهم الانانية.
ملاحظة: في النسخة الاصلية يعيش «تسويوشي» مع اختاه الاثنتان وأمه، أما في النسخة العربيه فتم استبدال أمه على أنها أخته الكبرى

## الشخصيات
- تسويوشي ايكاوا (باليابانية: 井川 強)

مؤدي الصوت: ماسايا أونوساكا.
- يوشيكو ايكاوا (باليابانية: 井川 美子)

مؤدي الصوت: توميي كاتاوكا.
- نوريكو ايكاوا (باليابانية: 井川 典子)

مؤدي الصوت: جونكو هاغيموري.
- كيكو ايكاوا (باليابانية: 井川 恵子)

مؤدي الصوت: هيرومي تسورو.
- هيروشي

مؤدي الصوت: أيا هيساكاوا.
- هارومي ايشيدا

مؤدي الصوت: تشيكو هوندا
- هاتوري شينزو

مؤدي الصوت: جوجي يانامي
- ميناموتو يوشي

مؤدي الصوت: كانيتو شيوزاوا
- يومي واتانابي

مؤدي الصوت: كوتونو ميتسويشي
- جوشيدايساي

مؤدي الصوت: ماريكو سوزوكي
- شيزو

مؤدي الصوت: ميغومي أوغاتا
- ماي

مؤدي الصوت: مينامي تاكاياما
- ميدوري

مؤدي الصوت: ريكا فكامي
- تاتسويا

مؤدي الصوت: ريوتارو أوكيايو
- تسوكاسا واتانابي

مؤدي الصوت: شيغيرو تشيبا
- كيكو

مؤدي الصوت: واتارو تاكاغي

## الممثلون[بحاجة لمصدر]
- رأفت بازو
- فاطمة سعد
- آمال سعد الدين
- سمر كوكش
- مأمون الفرخ
- محمد خير أبو حسون
- زياد الرفاعي
- عادل أبو حسون
- محمد مصطفى
- نضال الأحمدي
- لمى الشمندي
- رائد مشرف
- لينا ضوا
- فهداء المهندس
- ليندا حمود
- مرام فركجي
- محمود الحسين
- هبة شالاتي
- سراب
- سالي